# Нова Весь (гміна Хожеле)
Нова Весь (пол. Nowa Wieś) — село в Польщі, у гміні Хожеле Пшасниського повіту Мазовецького воєводства.
Населення — 217 осіб (2011).
У 1975-1998 роках село належало до Остроленцького воєводства.

## Демографія
Демографічна структура станом на 31 березня 2011 року:
|          | Загалом | Допрацездатний вік | Працездатний вік | Постпрацездатний вік |
| -------- | ------- | ------------------ | ---------------- | -------------------- |
| Чоловіки | 107     | 21                 | 75               | 11                   |
| Жінки    | 110     | 32                 | 52               | 26                   |
| Разом    | 217     | 53                 | 127              | 37                   |